# Jeu de papier et crayon

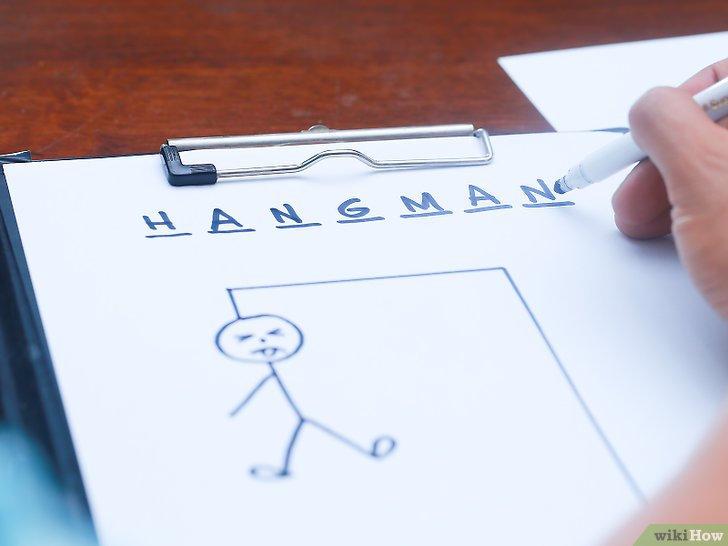
Exemple de jeu de papier et crayon : Jeu du pendu.

Un jeu de papier et crayon ou jeu avec papier et crayon est un jeu pouvant se jouer avec seulement du papier et un crayon.
Il peut s'agir de jeux traditionnels ou de jeux d'auteurs.
Parmi ces jeux, on peut citer le morpion, le pendu, la bataille navale, Puissance 4, Hex, Relier les points, Tic-tac-toe et sa variante Ordre et Chaos ou encore Mastermind.